# Harcufe
Harcufe (Harkhuf) ou Hercufe (Herkhuf) foi um governador e explorador do Antigo Egito que viveu no século XXIII a.C. na época da VI dinastia, no Império Antigo.
Nasceu em Elefantina, uma ilha no rio Nilo. Conhecem-se hoje os pormenores da sua vida graças às inscrições deixadas no seu túmulo, situado em Qubbet el-Hawa, uns rochedos situados frente a Elefantina. Essas inscrições são conhecidas como a Autobiografia de Harcufe.
Quando era ainda um jovem realizou uma expedição com o seu pai ao serviço do rei Merenré, terceiro rei da VI dinastia, a uma terra distante chamada Iyam, que se julga ser à região a sul de Cartum. Esta foi a primeira de quatro expedições que fez à Núbia, região da qual o Egito dependia para obter vários produtos, como o ouro.
Quando regressava da quarta expedição, já ao serviço de Pepi II, Harcufe trouxe um anão (ou talvez um pigmeu, segundo alguns autores) da Núbia. O rei Pepi II era ainda uma criança (teria oito ou dez anos) e ficou maravilhado com a possibilidade de vir a possuir um anão na corte. Ele enviou uma carta a Harcufe na qual pedia que o anão fosse tratado com todo o cuidado antes de chegar ao seu destino final, a cidade de Mênfis. Esta carta ter-se-ia perdido caso não tivesse sido reproduzida em pedra no túmulo de Harcufe.